# Buddusò
Buddusò (sardisk: Buddusò) er en by og en kommune (comune) i provinsen Sassari i regionen Sardinien i Italien. Byen ligger i 700 meters højde og har 3.871 indbyggere (2016). Kommunen har et areal på 176,84 km² og grænser til kommunerne Alà dei Sardi, Bitti, Oschiri, Osidda og Pattada.